# Garigny
Garigny är en kommun i departementet Cher i regionen Centre-Val de Loire i de centrala delarna av Frankrike. Kommunen ligger  i kantonen Sancergues som tillhör arrondissementet Bourges. År 2022 hade Garigny 220 invånare.

## Befolkningsutveckling
Antalet invånare i kommunen Garigny
Referens:INSEE